# Plasmaniletanolammina desaturasi
La plasmaniletanolammina desaturasi è un enzima appartenente alla classe delle ossidoreduttasi, che catalizza la seguente reazione:
O-1-alchil-2-acil-sn-glicero-3-fosfoetanolammina + AH2 + O2 ⇄ O-1-alch-1-enil-2-acil-sn-glicero-3-fosfoetanolammina + A + 2 H2O
Richiede NADPH o NADH. Potrebbe coinvolgere il citocromo b5. Richiede Mg2+ e ATP.